# ارسرا
اورسِرا (به اسپانیایی: Orcera) یکی از دهستان‌های استان خائن در کشور اسپانیا است. این شهر با مساحت ۱۲۶ کیلومتر مربع، ۱۹۹۲ تن جمعیت دارد.